# Гаревская, Юлия Анатольевна
Юлия Анатольевна Гаревская (род. 25 февраля 1966, Горький, Горьковская область, РСФСР, СССР) — российский медик, главный врач Нижегородской клинической больницы № 29. Герой Труда Российской Федерации (2020).

## Биография
Юлия Анатольевна Гаревская родилась 25 февраля 1966 года в городе Горький в семье преподавателей высших учебных заведений. Из семьи с давними врачебными традициями — дед был военным хирургом, а бабушка работала операционной сестрой.
В 1983 году окончила среднюю общеобразовательную школу № 32. В 1990 году окончила Горьковский медицинский институт имени С. М. Кирова по специальности «лечебное дело», а затем прошла годичную интернатуру по специальности «акушерство и гинекология». 
С 1991 года работала акушером-гинекологом в Варнавинской центральной районной больнице. В 1998–2000 годах обучалась в клинической ординатуре по специальности «акушерство и гинекология» на базе Горьковского медицинского института. В 2000 году стала заместителем главного врача по акушерско-гинекологической помощи муниципального лечебно-профилактического учреждения «Городская больница №29» в Приокском районе Нижнего Новгорода, а в 2004 году заняла должность главного врача государственного бюджетного учреждения здравоохранения «Городская клиническая больница №29».
В марте 2020 года в рамках борьбы с распространением пандемии COVID-19 больница № 29, специализирующаяся на акушерстве и гинекологии, была перепрофилирована для приёма и лечения инфицированных коронавирусом, основанием для чего послужило наличие большого количества кислородных точек, изолированных палат и квалифицированных сотрудников.  Все сотрудники больницы прошли нужное обучение, при этом никто из них не уволился, несмотря на тяжесть круглосуточной работы в защитных костюмах. Больница под началом Гаревской, в которой было развёрнуто 100 коек, в том числе реанимационных, приняла большое количество тяжелобольных пациентов. Сама Гаревская перенесла двустороннюю пневмонию, не отрываясь от работы. Оказывалась также и гинекологическая помощь, проводились экстренные операции, но уже женщинам, инфицированным коронавирусом. К концу июня всего было принято более 400 пациентов, из которых выписано порядка 300 по выздоровлении. За эти заслуги была удостоена звания «Герой Труда Российской Федерации».
Считаю, что это награда для всего коллектива нашей больницы. Я восхищаюсь и горжусь каждым из сотрудников, они круглосуточно самоотверженно и отважно выполняли и выполняют свой врачебный долг. Мы забыли, что такое выходные, каждый день задерживаемся до ночи. Потому что так надо.Юлия Гаревская о своём награждении.
В июле 2020 года подчеркнула важность поправок в конституцию России, организовав также участок для голосования пациентов в холле своей больницы.

## Награды
- Звание «Герой Труда Российской Федерации» (21 июня 2020 года) — «за особые трудовые заслуги, самоотверженность и высокий профессионализм, проявленные в борьбе с коронавирусной инфекцией (COVID-19)»[14].
- Медаль «80 лет гражданской обороне Российской Федерации», почётный диплом губернатора Нижегородской области, почётные грамоты министерства здравоохранения России и министерства здравоохранения Нижегородской области[3].

## Личная жизнь
Есть дети и внуки. Выращивает цветы, занимается спортом, увлекается классической музыкой.